# Doppelmonarchie von England und Frankreich
Die Doppelmonarchie von England und Frankreich (Englisch: Dual Monarchy of England and France; Französisch: Double Monarchie Franco-Anglaise oder Union des deux couronnes) existierte während der letzten Phase des Hundertjährigen Krieges, als Karl VII. von Frankreich und Heinrich VI. von England um die Thronfolge Frankreichs stritten. Es begann am 21. Oktober 1422 mit dem Tod von König Karl VI. von Frankreich, der den Vertrag von Troyes unterzeichnet hatte, der seinem Schwiegersohn Heinrich V. von England und Heinrichs Erben die französische Krone verlieh. Es schloss den Sohn von König Karl, den Dauphin Charles aus, der per Erstgeburtsrecht der Erbe des Königreichs Frankreich war. Obwohl der Vertrag von den Generalständen ratifiziert wurde von Frankreich, war die Tat ein Verstoß gegen das französische Erbrecht, das verfügte, dass die französische Krone nicht veräußert werden könne. Heinrich VI., Sohn Heinrichs V., wurde König von England und Frankreich und wurde nur von den Engländern und Burgundern bis 1435 als König Heinrich II. von Frankreich anerkannt. Er wurde am 16. Dezember 1431 zum König von Frankreich gekrönt.
In der Praxis wurde Heinrichs Anspruch auf die rechtliche Souveränität und Legitimität als König von Frankreich nur in den von England und den Verbündeten kontrollierten Gebieten Frankreichs anerkannt, die unter der Herrschaft seines französischen Regentschaftsrates standen, während der Dauphin in einem Teil des Reiches südlich der Loire als König von Frankreich regierte.
Der Dauphin wurde am 17. Juli 1429 in Reims als König Karl VII. von Frankreich gekrönt, vor allem dank der kämpferischen Bemühungen von Jeanne d’Arc, die es als ihre Mission ansah, Frankreich von den Engländern zu befreien und den Dauphin Karl in Reims krönen zu lassen. 1435 erkannte der Herzog von Burgund, der durch einen päpstlichen Legaten von seinen Verpflichtungen gegenüber Heinrich VI. entbunden worden war, Karl VII. als rechtmäßigen König von Frankreich an. Die Abtrünnigkeit dieses mächtigen französischen Adligen markierte den Niedergang der faktischen Herrschaft Heinrichs über Frankreich. Die Doppelmonarchie endete mit der Einnahme von Bordeaux durch die Truppen Karls VII. am 19. Oktober 1453 nach ihrem endgültigen Sieg in der Schlacht von Castillon (17. Juli 1453), womit der Hundertjährige Krieg zu Ende ging. Die Engländer wurden aus allen von ihnen kontrollierten Gebieten in Frankreich vertrieben, mit der einzigen Ausnahme von Calais. Karl VII. hatte sich damit als unangefochtener König von fast ganz Frankreich etabliert.

## Hintergrund
Anfangs behauptete Heinrich, er wolle seine beschlagnahmte Region Lancaster zurückholen, und schrieb an Richard, er habe „weder den Wunsch noch das Recht, Eure Hoheit als König abzusetzen“. Dennoch blieb Heinrich fest auf dem Thron, und Richard II. wurde abgesetzt. Die internen Streitigkeiten erreichten während seiner Regierungszeit mit den Aufständen von Owain Glyndŵr (in Wales) und der Familie Percy (Heinrichs alte Hauptunterstützer) im Norden ihren Höhepunkt. Politisch war Heinrich jedoch am wenigsten engagiert. In Frankreich tobte der Bürgerkrieg, insbesondere zwischen den Parteien der Armagnacs und der Burgunder. Der Bruder Karls VI., Ludwig, Herzog von Orléans, wurde auf Befehl des Herzogs von Burgund, Johann der Furchtlose, ermordet. Der Grund dafür war eine skandalöse Affäre mit der Herzogin von Burgund, die zunächst nur ein Gerücht war, später aber auch Karl VII. betreffen sollte. Heinrich IV. galt während des Bürgerkriegs als wichtiger Verbündeter. Die Armagnacs boten ihm sogar an, das Herzogtum Aquitanien als Gegenleistung für militärische Dienste zurückzugeben, obwohl Aquitanien nach dem Sieg der Armagnacs in Vergessenheit geriet. Heinrich schickte 1412 ein Expeditionskorps, um ihnen zu helfen.
Der Bürgerkrieg ging weiter, mit Verfolgungen auf beiden Seiten, der Plünderung von Soissons durch die Armagnacs und der Kontrolle von Paris durch die Burgunder. Johann der Furchtlose beanspruchte die Regentschaft über den jungen Dauphin Karl und den wahnsinnigen König Karl VI. Heinrich IV., der Usurpator, starb 1413. Sein Sohn, Heinrich, war erst Mitte zwanzig, als er König wurde.

## „The Warrior King“
Das Hauptmerkmal der Herrschaft Heinrichs IV. in England waren innere Unruhen und Rebellionen, weshalb Heinrich V. schon in jungen Jahren an Schlachten teilnahm. Seine erste Bewährungsprobe bestand er in den walisischen Kriegen: Heinrich kämpfte 1403 in der Schlacht von Shrewsbury. Er wurde von einem walisischen Pfeil in den unteren Teil seines Gesichts getroffen, der seinen Kiefer durchbohrte und auf der anderen Seite wieder austrat. Heinrichs Ritter griffen die walisischen Stellungen an, und trotz seiner Verwundung weigerte sich Heinrich, das Feld zu verlassen, und die Engländer gewannen den Kampf.
Heinrich setzte die englischen und walisischen Bogenschützen in seinem Feldzug bei Agincourt in großem Umfang ein. Nach dem Tod Heinrichs IV. wurde Thomas, der Herzog von Clarence (der jüngere Bruder Heinrichs V.), als Erbe unterstützt und nicht Heinrich. Der Dauphin wurde zum Herzog von Guyenne, der englischen Gascogne, ernannt, da die Armagnacs die Gascogne wieder unter ihre eigene Souveränität stellen wollten. Clarence sollte die Engländer in der Gascogne anführen, nicht Heinrich; dies würde ihm die Chance geben, den englischen Thron zu besteigen. Während Clarence in der Gascogne weilte, bestieg Heinrich V. den Thron. Heinrich hatte sich auch erfolgreich gegen die Pläne des Dauphins für die Guyenne gewehrt. Als Heinrich 1413 seine Herrschaft antrat und der Bürgerkrieg in Frankreich noch andauerte, verlangte er vom französischen König die Rückgabe der ausgedehnten Aquitaine, der Normandie, der provenzalischen Häfen, der alten Grafschaft Toulouse (die dem Anjou-Reich unterstellt war) sowie der Provinzen Maine und Anjou. Die Franzosen weigerten sich, seine Forderungen zu akzeptieren, und ignorierten seine Ansprüche. Im Jahr 1415, im Alter von achtundzwanzig Jahren, begann Heinrich seine Invasion in Frankreich, die in der Schlacht von Agincourt ihren Höhepunkt finden sollte.

### Feldzug von 1415
Am 11. August 1415 segelte Heinrich nach Frankreich, wo seine Truppen die Festung Harfleur belagerten und sie am 22. September einnahmen. Anschließend musste Heinrich mit seinem Heer durch die französischen Lande in Richtung Calais marschieren. Am 25. Oktober 1415 wandte er sich in der Ebene in der Nähe des Dorfes Agincourt einem verfolgenden französischen Heer zu, um es in die Schlacht zu führen. Obwohl seine Soldaten erschöpft und zahlenmäßig unterlegen waren, führte Heinrich seine Männer in die Schlacht und besiegte die Franzosen, die zu Tausenden starben, entscheidend. Die meisten Gefangenen wurden auf Befehl Heinrichs abgeschlachtet, der nur die berühmtesten verschonte. Dieser siegreiche Abschluss war aus englischer Sicht nur der erste Schritt auf dem Feldzug.

### Feldzug von 1417
Ohne diese beiden potenziellen Feinde und nach zwei Jahren geduldiger Vorbereitung im Anschluss an die Schlacht von Agincourt nahm Heinrich 1417 den Krieg in größerem Maßstab wieder auf. Die Basse-Normandie wurde schnell erobert, Rouen von Paris abgeschnitten und belagert. Die Franzosen waren durch die Streitigkeiten zwischen den Burgundern und den Armagnacs gelähmt. Heinrich spielt sie geschickt gegeneinander aus, ohne von seinem kriegerischen Vorgehen abzulassen. Im Januar 1419 fiel Rouen. Die normannischen Franzosen, die sich widersetzt hatten, wurden hart bestraft: Alain Blanchard, der englische Gefangene an den Mauern aufgehängt hatte, wurde kurzerhand hingerichtet; Robert de Livet, Domherr von Rouen, der den englischen König exkommuniziert hatte, wurde nach England geschickt und für fünf Jahre eingekerkert.
Im August standen die Engländer bereits vor den Mauern von Paris. Die Intrigen der französischen Parteien gipfelten in der Ermordung Johanns des Furchtlosen durch die Partisanen des Dauphins bei Montereau (10. September 1419). Philipp der Gute, der neue Herzog, und der französische Hof werfen sich Heinrich in die Arme. Nach sechsmonatigen Verhandlungen wurde Heinrich im Vertrag von Troyes als Erbe und Regent Frankreichs anerkannt, und am 2. Juni 1420 heiratete er Katharina von Valois, die Tochter Karls VI. von Frankreich. Von Juni bis Juli belagerte Heinrichs Armee die Burg von Montereau und nahm sie ein. Im November kehrte sie nach England zurück. Im folgenden Jahr wurde Heinrich VI. geboren.

### Feldzug von 1421
Am 10. Juni 1421 segelte Heinrich zurück nach Frankreich, um seinen letzten Feldzug zu unternehmen. Von Juli bis August belagerten und eroberten seine Truppen Dreux und entlasteten so die verbündeten Truppen in Chartres. Im Oktober belagerten seine Truppen Meaux und nahmen es am 2. Mai 1422 ein. Heinrich V. starb plötzlich am 31. August 1422 im Château de Vincennes in der Nähe von Paris, offenbar an der Ruhr, die er sich bei der Belagerung von Meaux zugezogen hatte. Er war fünfunddreißig Jahre alt. Vor seinem Tod hatte Heinrich V. seinen Bruder Johann, Herzog von Bedford, zum Regenten von Frankreich im Namen seines erst wenige Monate alten Sohnes Heinrich VI. ernannt. Heinrich V. erlebte nicht mehr, dass er selbst zum König von Frankreich gekrönt wurde, wie er es nach dem Vertrag von Troyes zuversichtlich erwartet hatte, denn der kränkliche Karl VI, zu dessen Erben er bestimmt worden war, überlebte ihn um zwei Monate. Sein im Jahr zuvor geborener Sohn Heinrich folgte seinem Vater als König Heinrich VI. von England und sechs Monate später seinem Großvater mütterlicherseits als König von Frankreich.

## 1422: Regentenfrage nach französischer Erbfolge
Nach dem Tod Heinrichs V. wurde die Frage der Regentschaft für den jungen König Heinrich VI. durch Treffen zwischen Bedford, Burgund und den französischen Generalständen geklärt. Der Vertrag von Troyes wurde in Übereinstimmung mit ihm bestätigt; Bedford wurde zum Verwalter der Normandie und Burgunds ernannt und möglicherweise zum Regenten für den König von Frankreich ernannt. Bedford war etwas unsicher, ob Burgund seinen Status als Hüter der Normandie aufgeben würde, und schrieb daher fünf Tage später nach London, um seine Position als Regent von England und dann von Frankreich bekannt zu geben. Bedford hatte keinen Grund, Heinrich V. zu widersprechen, aber wenn er nicht Regent für seinen französischen König sein konnte, würde er es als englischer Regent sein. Zu diesem Zeitpunkt, am 1. November, sechs Tage nachdem der Brief nach London geschickt worden war, bezeichnete sich Bedford noch als „gubernator Normandiae“, als Gouverneur der Normandie. Bedford begann, als französischer Regent für seinen Neffen König Heinrich VI. von England und Frankreich aufzutreten. Gleichzeitig wurde der Vertrag von Troyes bekräftigt, und am 19. November trat Bedford als französischer Regent vor das Parlement de Paris und verpflichtete sich, für das Wohl Frankreichs zu arbeiten.
Heinrich VI. war nun auch König des mit der Normandie vereinigten Frankreichs, und die Gascogne ging durch den Vertrag von Troyes direkt an den französischen König Karl VI. über; als Heinrich VI. von England 1422 die französische Krone antrat, wurde sie als Teil der Gerichtsbarkeit einbezogen. Der Herzog von Bedford war zufrieden und machte keine Anstalten, nach England zurückzukehren. Erst 1425 kehrte er in einer dringenden Sitzung mit Bischof Henry Beaufort nach England zurück. Philipp von Burgund konnte sich den englischen Wünschen kaum widersetzen, da er nach der Ermordung seines Vaters, Johannes des Furchtlosen, durch die Schergen des Dauphins (jetzt de facto Karl VII. von Frankreich) ihre Unterstützung brauchte. Die Vorkehrungen Heinrichs V. hatten einen fatalen Makel: Erst in den letzten Tagen seines Lebens hatte er daran gedacht, dass er Karl VI. voraus sein würde. Außerdem hatte der Vertrag die Freiheit Heinrichs auf dem Sterbebett eingeschränkt. Die Vereinbarungen, die er getroffen hatte, sollten sowohl kurzfristig (bis zum Tod Karls VI.) als auch langfristig (wenn Heinrich VI. König sowohl von Frankreich als auch von England werden würde) gelten. Dies ist ein wichtiger Grund für das Bündnis zwischen Burgund und England und für die Standhaftigkeit der englischen Befehlshaber auf dem Schlachtfeld.
Der Tod Karls VI. hatte keinerlei Auswirkungen auf das anglo-burgundische Bündnis oder die legale Doppelmonarchie zwischen England und Frankreich. Monstrelet, der Burgunder, ist der einzige Zeitgenosse, der berichtet, dass Burgund der Regentschaft des französischen Königs nachgegeben hat, um Bedford als Regenten zu haben. Er behauptete, die letzten Worte Heinrichs V. auf seinem Sterbebett aufgezeichnet zu haben, und auch den Inhalt der aufgezeichneten Rede. Er beleidigte Humphrey, Herzog von Gloucester, indem er weiter behauptete, Heinrich habe die Regentschaft über England an Thomas Beaufort, Herzog Exeter übertragen. Die Chronik wurde jedoch geschrieben, nachdem Gloucester 1425 in die Niederlande einmarschiert war, was die Feindseligkeit Burgunds erregte, und nachdem Gloucester 1436 den Angriff Herzog Philipps auf Calais abgewehrt hatte. Dies war eine Verzerrung der Tatsachen. Monstrelet versucht, das burgundische Selbstwertgefühl zu stärken und zu erklären, warum Burgund 1422 auf die Regentschaft verzichtet. Der Chronist von St. Albans hielt fest, dass Burgund nie mit der Regentschaft über Frankreich betraut wurde. Allerdings endet sein Werk sechs Wochen vor dem Tod Karls VI. und erwähnt nichts darüber hinaus. Heinrich V. mag sich nicht nach einem bestimmten Regenten für Frankreich erkundigt haben, aber Bedford wurde nicht abgelehnt.

## Englische Regentschaft
Der Wunsch Heinrichs V., den Herzog von Gloucester zum Regenten für England zu ernennen, war umstritten, und es war in keiner Weise klar, dass es einen namentlich genannten Kandidaten für die Übernahme der Regentschaft für England gab. Am 7. November 1422, dem Tag der feierlichen Beisetzung Heinrichs V. in Westminster, studierten die Herzöge von Gloucester und Exeter sowie Bischof Beaufort die beigefügten Testamente Heinrichs. Man war sich einig über die Autorität der Wünsche des verstorbenen Königs, aber solange nicht alle Anweisungen Heinrichs ausgeführt waren, gab es immer noch Einwände gegen Humphrey. John, Herzog von Bedford, der sich seiner Zukunft in Frankreich nicht sicher war, erhob am 26. November Einspruch gegen die Regentschaft Humphreys. Einige Lords befürworteten die Idee, den Herzog von Gloucester aufgrund seiner Jugend und seines aufstrebenden Rufs zum Regenten zu ernennen; die meisten Lords lehnten die Idee jedoch nach wie vor ab und äußerten große Bedenken hinsichtlich der Befugnisse, die ihm später durch das Kodizil von 1422 übertragen werden sollten.
Gloucester erkannte die Idee, sich auf die Geschichte oder auf Präzedenzfälle zu stützen; 1216 wurde die erste englische Minderheit seit der normannischen Eroberung bestätigt, und später William Marshal, 1. Earl of Pembroke, der Rektor von König Heinrich III. war, als dieser in der Minderheit war. Er wollte die gleiche Autorität haben, aber als Vormund des jungen Königs. Die Lords entgegneten, dieser Präzedenzfall liege zu weit zurück, und außerdem sei Richard II. als König noch in der Minderjährigkeit, während John of Gaunt (Humphreys Großvater) keine besondere Stellung im Rat erhalten habe. Sie regierten mit allgemeinem Konsens zwischen dem Adel und nicht mit einem einzelnen Rektor des Königs. Bedford war Rektor von Frankreich, weil in Frankreich ein einzelner Regent anstelle eines regierenden Rates bevorzugt wurde und die Doppelmonarchie durch eine Personalunion bestand und jedes Königreich seine eigenen Traditionen und Bräuche haben durfte. Die Lords wollten nicht Humphrey persönlich in seinen Ansprüchen auf das Amt des Regenten angreifen, sondern das Testament selbst. Sie bestritten, dass Heinrich V. das Recht hatte, über die Regierung Englands zu bestimmen oder über königliche Ländereien zu verfügen. Das Testament selbst war zu sehr an das römische Recht angelehnt und den Engländern ziemlich fremd. Es wurde behauptet, dass Gloucester durch den Tod Heinrichs sein Amt verwirkt habe.
Gloucester erhielt einen Schlag und durfte nur mit Erlaubnis des Rates in Angelegenheiten eingreifen sowie das Parlament eröffnen und schließen. Dies war jedoch nicht der einzige Nachteil: Da Bedford sowohl Thronfolger in Frankreich als auch in England war, würde er nach seiner Rückkehr aus Frankreich mit Genehmigung des Rates vorübergehend Gloucesters Position als Oberregent einnehmen, bis er sich wieder auf seine Regentschaft in Frankreich zurückzog. Gloucesters Position wurde in England stark eingeschränkt, doch sollten beide Reiche vorerst davon profitieren.

## Das französische Reich
In der Offensive zu bleiben und die französischen Besitztümer zu erhalten, bedeutete, dass die englische Marine nun eine zweite Verteidigung darstellte. Der Vertrag von Troyes von 1420 führte zu politischer Stabilität, ebenso wie die anglo-burgundische Allianz. Im Jahr 1423 wurde das Bündnis um Johannes VI., Herzog der Bretagne, erweitert. Die Engländer unter Thomas Montagu, 4. Earl of Salisbury, bewegten sich bis 1428 auf die Loire zu.
In den 1420er Jahren war die Gascogne von allen Versuchen der Valois, das Gebiet zu erobern, verschont geblieben, da sie sowohl zu Wasser als auch zu Lande von den nordfranzösischen Territorien isoliert war. Die Gascogne wurde weitgehend von französischen Adligen geschützt, die mit der englischen Sache sympathisierten, und es gab Verhandlungen mit dem Adel des Languedoc, wie z. B. mit dem Grafen von Foix. Calais wurde durch seine Garnison und die örtliche Kaufmannschaft geschützt, die Wolle nach Nordeuropa und England exportierte und gute Handelsbeziehungen zu den Niederlanden unterhielt. Die Normandie und die Île-de-France standen unter dem Schutz des französischen Regenten und Reims unter dem des Herzogs von Burgund. Die einzige heikle Stelle war der Ärmelkanal, wo die anglo-bretonischen Beziehungen und Haltungen die Sicherheit der südwestenglischen Gewässer und die Durchfahrt von Schiffen in die Gascogne beeinträchtigten.
Die Treue des Herzogs der Bretagne zur Doppelmonarchie unter dem Protektorat von Bedford wurde durch sein beständiges Bestreben, die Unabhängigkeit seines Herzogtums zu bewahren, gewahrt. Arthur de Richemont, ein bretonischer Adliger, unterstützte zunächst Heinrich V. bei der Unterzeichnung des Vertrags von Troyes und wurde von den Engländern zum Grafen von Touraine ernannt, wechselte jedoch bald zu Karl VII. als Jolanthe von Aragón ihn zum Constable von Frankreich machte. Als die Engländer in das Gebiet der Valois eindrangen, begannen sich die Beziehungen zur Bretagne 1424 zu verschlechtern, und als der „offene Krieg“ erklärt wurde, ergriffen die Generalstände Vorsichtsmaßnahmen gegen bretonische Plünderer an der Küste. Die Beziehungen zu Burgund waren für den englischen Handel viel wichtiger.
Wie Jean V. hatte auch Philipp andere politische Wünsche. Eines seiner größten Anliegen war der burgundische Einfluss in den Niederlanden. Nachdem Jacqueline von Hennegau 1421 von ihrem Ehemann Johann von Brabant nach England geflohen war, heiratete sie 1423 Humphrey, Herzog von Gloucester. Dies führte 1424 zu einer schnellen englischen Intervention, als Jacquelines Onkel und Feind den Herzog von Burgund zu seinem Erben machte. Das Ergebnis war Humphreys desaströser Feldzug nach Hennegau. Bedford kam, um das Bündnis zu festigen, von dem seine Macht abhing.
Der Schutz des Ärmelkanals war kein Thema, auch nicht, nachdem Burgund bei Arras seine Unterstützung geändert hatte. In den späten 1420er Jahren kam es in Küstengebieten wie Devon und der Isle of Wight zu einigen militärischen Auseinandersetzungen mit bretonischen Plünderern. Bedford selbst war in hohem Maße auf englische Finanzhilfe angewiesen, um seine Armeen an den normannischen Grenzen zu unterstützen. Lokale Einnahmen aus der Normandie, der Gascogne und Calais wurden für die erwarteten Seefestungen und Garnisonen in Frankreich verwendet.

## 1422–1429: Englische Offensive
Die Doppelmonarchie gab sowohl den Engländern als auch den Nordfranzosen den Anstoß, sich die vollständige Oberhoheit über Frankreich zu sichern und den Verrat von Karl VII. zu bestrafen. In den 1420er Jahren schickten die Engländer ein kleines Expeditionskorps nach Frankreich. So erhielten viele englische Adlige französische Ländereien. Diese Regelung wurde 1417 bei der Eroberung der oberen Normandie unter Heinrich V. unterstützt und von Bedford wieder aufgegriffen. Der größte Teil der Normandie, mit Ausnahme des Mont Saint-Michel, wurde stabilisiert. Die Crotoy an der Somme-Mündung war ebenfalls in der Hand von Valois, wurde aber mit Bedfords Hilfe von einer englischen Truppe eingenommen. Eine weitere Expedition unter dem Herzog von Exeter, bestehend aus 1600 Mann (hauptsächlich Bogenschützen), wurde zum Schutz des von den Lancastrians dominierten Teils Frankreichs entsandt. Es wurde nicht nur der größte Teil der Normandie von den Armagnac-Franzosen befreit, sondern es gab auch einige Versuche südlich der Loire, die Hauptstadt Karls VII. in Bourges zu gefährden.
Die englische Strategie weitete sich aus, während sie über das Seine-Tal und Paris hinwegfegte. Auch die Westgrenze zur Bretagne wurde verstärkt. 1424 stellte Bedford in Paris bei den Generalständen einen Antrag für ein Expeditionskorps zur Eroberung von Maine-Anjou und der Picardie. Dies führte zur Schlacht von Verneuil an der Grenze zwischen Maine und der Normandie. Nach seinem Sieg begann Bedford, sich als englischer Eroberer mit einem besseren Ruf zu profilieren. Er fügte auch den Schotten eine herbe Niederlage zu, da sie Karl VII. unterstützten und in seinem Namen zahlreiche Kämpfe führten. Bedfords ausgedehnte Eroberungen in Maine und an der Loire bedeuteten, dass die Hauptstadt von König Heinrichs französischem Reich nicht mehr in den Frontlinien lag, solange die Engländer in der Offensive blieben. Bedford versicherte der normannischen Bevölkerung und verkündete, dass die Normannen nicht unter einem Kolonialregime oder finanzieller Not durch Besteuerung leiden würden.
Nach dem Tod Heinrichs V. im Jahr 1422 hatte der Herzog von Bedford die Absicht, die mächtigen Herzöge der Bretagne und Burgunds an die lancastrische Sache heranzuführen und sie in einem Vertrag zu bestätigen. Im Jahr 1423 vereinbarten die drei Herzöge, Johann VI. von der Bretagne, Johann von Bedford und Philipp der Gute, im Vertrag von Amiens ein Dreierbündnis, das mit dem Tod eines von ihnen erlosch und in dem auch Heinrich VI. als König von Frankreich anerkannt wurde, und dass sie gemeinsam an der Unterwerfung Karls des Dauphins im Süden arbeiten würden. Der Vertrag von Troyes wurde durch die Heirat von Anna von Burgund (Philipps Schwester) mit John Duke of Bedford, dem Regenten von Frankreich, noch weiter überschattet. Die beiden wurden in der Kathedrale von Troyes getraut, wo Heinrich V. mit Katharina von Valois verheiratet war. Die Ehe, die in erster Linie eine politische Bewegung war, entwickelte sich zu einer Liebesheirat, obwohl Anna 15 Jahre älter als Bedford war.
Das Bündnis von Amiens wurde fast vollständig untergraben, als die Bretagne und Burgund im selben Jahr eine Konferenz abhielten, in der beide Parteien vereinbarten, Freunde zu sein, falls sich eine der beiden Seiten jemals mit dem Dauphin versöhnen sollte. Obwohl sowohl die Bretagne als auch Burgund Heinrich VI. von England als ihren Souverän anerkannten, blieben die freundschaftlichen Beziehungen zwischen der Bretagne und Burgund bestehen, obwohl Burgund seine Vereinbarungen mit den Engländern im Vertrag von Arras brach.
Bis 1424 wurden die französischen Ländereien in großem Umfang von Adeligen an Bürgerliche verkauft, und zwar sowohl von Engländern als auch von Franzosen. Im Jahr 1417 waren englische Siedler eingetroffen, um Ländereien in Küstenstädten wie Cherbourg, Caen und Harfleur zu erwerben. Im Hinblick auf die Sicherheit des von den Engländern kontrollierten Frankreichs wurden die englischen Soldaten jedoch am meisten für die Veräußerung französischer Ländereien geschätzt. So realistisch die Eroberungen in einem vollständigen Frankreich auch schienen, die Begeisterung begann zu schwinden. Nachdem Gloucester 1424 in Holland einmarschiert war, um die Rechte seiner Frau Jacqueline von Hennegau durchzusetzen, begannen sich die englisch-burgundischen Beziehungen zu verschlechtern. Darüber hinaus verlor die Bretagne unter Herzog Jean V. an Interesse, und seine Verhandlungen mit Karl VII. wurden genutzt, um die westliche Militärgrenze der Bretagne zu schwächen. Im Jahr 1428 unterstützten die Schotten Karl weiterhin, und als sich die anglo-schottischen Beziehungen völlig verschlechterten, wurden französische Gesandte nach Schottland geschickt, um ein Bündnis zu schließen und der Tochter von König Jakob I. von Schottland die Heirat mit Karls Sohn Ludwig vorzuschlagen.
Das Militär der Normandie hing nun von drei Männern ab: Bedford, Warwick und Suffolk. Warwick landete 1426 in Frankreich, um Cherbourg zu schützen, das von bretonischen Angriffen bedroht war. 1427 wurde die Bretagne nach einem Jahr Kampf gegen die Engländer erneut zum Vasallenstatus gezwungen. Nach Verneuil gab es weniger Bedarf an einer Zivilverwaltung. Die Verteidigung und die Garnisonen gingen langsam in die Obhut der Zivilisten über, nachdem Bedford und sein Heer 1427 nach England abreisten. Im selben Jahr kam es zu einer weiteren Invasion in Richtung der Region Anjou. Die lokalen französischen Streitkräfte, die ihrem König Heinrich II. von Frankreich unterstanden, wurden jedoch von ihren militärischen Pflichten entbunden, und der englische Soldat wurde von den Generalständen erneut für die Durchführung der Offensive bevorzugt. Diese Entscheidung wurde während der Abwesenheit Bedfords getroffen, der bereits nach England abgereist war.
Orléans war das letzte Juwel für die Armagnacs. Der Graf von Salisbury begann die Belagerung 1428 mit 2400 Mann, zu denen sich auch burgundische Verbündete gesellten, die sich der Belagerung anschlossen. Der Tod von Salisbury zu Beginn der Belagerung zerstörte die anglo-burgundische Moral. Mit der Ankunft von Jeanne d’Arc erholten sich die Franzosen, und dies war der Wendepunkt des Krieges. Sie hob die Belagerung auf und Karl VII. wurde in Reims, dem traditionellen Krönungsort der französischen Könige, geweiht. In Westminster wurde mit großem Ernst darüber berichtet, und die Krönung Heinrichs VI. zum König von Frankreich in Paris konnte die einzige Propagandawaffe gegen Karl sein. Der von Beaufort zusammengestellte Kreuzzug gegen die Böhmen wurde schnell nach Frankreich umgeleitet. Beaufort konnte es sich nicht leisten, Papst Martin V. zu verärgern, indem er den Kreuzzug ablehnte, doch die Niederlage bei Patay konnte nicht ignoriert werden. Die Ereignisse an der Loire stellten das englisch-französische Militärkonzept auf die Probe.

## Die zwei Krönungen (1429–1431)

Frankreich im Jahr 1428. Paris lag im Zentrum des anglo-burgundisch kontrollierten Gebiets. Reims lag im Nordosten dieses Gebietes.

Heinrich VI. erlebte zwei Krönungen: die erste in der Westminster Abbey in England am 6. November 1429 und die zweite in Notre-Dame in Paris am 16. Dezember 1431. Die Krönung in England war eine Reaktion auf den Zusammenbruch der Belagerung von Orléans und wurde von den englischen und französischen Beratern Heinrichs empfohlen. Seine englische Krönung war bereits sieben Jahre lang verschoben worden, und John of Lancaster, 1. Herzog von Bedford, war derjenige, der die Idee seiner französischen Krönung in Paris vorschlug, da es keinen Grund gab, seine Krönung weiter zu verschieben, bis er volljährig war. Zutiefst schockiert von dem Erfolg der Valois, Karl VII. in Reims, dem traditionellen Altar für die Krönung der französischen Könige, zum König von Frankreich krönen zu lassen, glaubte Bedford, dass die Krönung Heinrichs VI. in Paris den Sieg der Jeanne d’Arc zunichtemachen würde, und arrangierte sie rasch. Die Krönung Karls in Reims am 16. Juli 1429 ist ein Akt von symbolischer Bedeutung, verglichen mit der englischen Position in den 1420er Jahren. Ende 1427 streiten sich die Franzosen und die Engländer jedoch über militärstrategische Pläne, um bei der Eroberung Frankreichs die Oberhand zu gewinnen. Die Generalstaaten in Paris verkündeten, dass die östlich und südlich der Normandie angrenzenden Provinzen Philipp dem Guten zugesprochen wurden, und erlaubten so Bedford, sich in der Normandie zu konzentrieren. Einige Engländer, die eine englische Regierung in Frankreich befürchteten, waren dagegen, dass Heinrich vor seiner Krönung in England in Frankreich gekrönt werden sollte.
Während der Krönung Heinrichs zum König von England im Jahr 1429 wurden Gedichte von John Lydgate vorgetragen, um Heinrichs doppelte Erbschaft von England und Frankreich zu unterstreichen. Es wurde eine direkte Verbindung zwischen Heinrich und seinem Großvater Karl VI. hergestellt. Der gemalte Stammbaum zeigte, dass Heinrich über seine Mutter, Katharina von Valois, vom Heiligen Ludwig abstammte und väterlicherseits von einem anderen Heiligen, Eduard dem Bekenner. Dies wurde in John Lydgates Gedicht nicht erwähnt, was zweifellos daran lag, dass es größtenteils eine Übersetzung aus einem französischen Werk war. In einem anderen Gedicht, das anlässlich der Krönung des Königs am 6. November 1429 verfasst wurde, wurde Heinrichs Abstammung von diesen beiden Heiligen jedoch erwähnt.
Außerdem wurde die Abstammung des Königs von Chlodwig erwähnt, dem Gott einen Engel geschickt hatte, um Heinrich von Frankreich und England die Lilienblume zu sichern und den vollkommenen religiösen Glauben und die unerschütterliche Einheit der drei Personen der Dreifaltigkeit zu symbolisieren. Die eigentliche Salbung und Krönung wurde von Kardinal Beaufort, Bischof von Winchester, einem leiblichen Sohn von John of Gaunt, vorgenommen.
Am 23. April 1430 schiffte sich Heinrich von Dover aus in Begleitung von Kardinal Beaufort, dem Herzog von Bedford und den Bischöfen von Thérouanne, Norwich, Beauvais und Évreux nach Frankreich ein. Auf dem Weg zu seiner Krönung in Paris besuchte Heinrich am 16. Dezember 1431 die Basilika St. Denis, eine heilige Begräbnisstätte der französischen Könige am Stadtrand von Paris. Zwei Tage zuvor war die Krönung in der Kathedrale Notre-Dame sorgfältig vorbereitet worden, und zwar am ersten Adventssonntag, dem traditionellen Tag, an dem sich ein französischer König zur Kathedrale begibt, was eine symbolische Parallele zum Aufstieg des Himmelskönigs darstellt. Heinrich wurde von fünfundzwanzig Trompetern und einer Wache von zwei- bis dreitausend Mann begleitet. Der Weg der königlichen Gruppe verlief über den üblichen feierlichen Einzug in Paris von Norden her.
Mit Trompetenklängen und fliegenden Lilien setzte sich der Zug über die Seine-Brücke zur Île de la Cité in Bewegung, wo der junge französische König die Heiligen Reliquien in der Sainte Chapelle küsste. Die Route führte über den westlichen Teil der Île de la Cité, wobei die Kathedrale sorgfältig ausgelassen wurde, und dann weiter nach Osten zum Hôtel des Tournelles, wo Anne von Burgund und der Herzog von Bedford ihren königlichen Neffen erwarteten. Am nächsten Tag wartete der König im Osten der Stadt auf seine Krönung. Die Vorbereitungen für die Heiligsprechung in Notre-Dame wurden getroffen, und die goldenen Vorhänge wurden bis zum Tag der Krönung abgenommen. Der neu gesalbte und gekrönte Herrscher sollte auf einem großen, erhöhten Podium Platz nehmen. Die Treppe wurde mit einem azurblauen Tuch bedeckt, das von oben bis unten mit Lilienblüten bestickt war. Der Chor der englischen Königskapelle schloss sich dem Chor der Pariser Kathedrale an, der während der Krönung seine traditionelle mehrstimmige Musik sang. Kardinal Beaufort nahm die eigentliche Krönung vor, ein Amt, das traditionell dem Bischof von Paris vorbehalten war. Dieser war zudem schockiert, dass Beaufort auch einen Teil der Heiligen Messe in der Kapelle zelebrierte, ein weiteres Amt, das eigentlich ihm zustand. Die Krönung war mit einer sehr bedeutenden Inszenierung verbunden, die darauf abzielte, die doppelte Abstammung Heinrichs zu verdeutlichen, sowie mit einem französischen Theaterstück, dem Tableau de Châtelet: Ein mit goldenen Lilien gekleideter Junge, der den König von England und Frankreich darstellte, balancierte die beiden Kronen auf seinem Kopf, während Schauspieler, die den Herzog von Burgund und seinen Sohn, den Grafen von Nevers, darstellten, ihm die Schilde Frankreichs überreichten, und andere Schauspieler, die Anne von Burgund und den Herzog von Bedford spielten, ihm den Löwen von England überreichten. Zu allem Überfluss traf Philipp, Herzog von Burgund, während seiner Frankreichreise von 1430 bis 1432 zu keinem Zeitpunkt auf seinen anerkannten Herrscher, da er sich im Rahmen seines neu gegründeten Ordens vom Goldenen Vlies in Lille aufhielt.
Abgesehen von ihrem Glanz und ihrer Pracht hat die Krönung letztlich wenig bewirkt. Das Misstrauen Englands gegenüber Burgund hatte sich in Bezug auf die tatsächliche militärische Lage verstärkt, da drei Tage vor der Krönung bekannt wurde, dass Philipp einen sechstägigen allgemeinen Waffenstillstand mit Karl VII. geschlossen hatte. Die Krönung war in erster Linie eine englische Angelegenheit, die von Beaufort, einigen englischen Bischöfen und einigen anglophilen französischen Bischöfen dominiert wurde. Die Krönung hatte dem valois-französischen Druck an den Grenzen keinen Widerstand entgegengesetzt, und die Engländer verloren Meile um Meile an Territorium. Heinrich, der für seinen zweijährigen Aufenthalt in seinem französischen Königreich wenig vorzuweisen hatte, kehrte über Calais nach England zurück und betrat sein französisches Königreich nie wieder. Im Jahr 1432 stellte Henry Chichele, Erzbischof von Canterbury, fest, dass der Aufenthalt Heinrichs nicht die gewünschte Wirkung erzielt, sondern vielmehr gezeigt hatte, dass die englische Macht in der Normandie schwächer wurde. Bedford selbst trauerte zu diesem Zeitpunkt um seine Frau Anna von Burgund und brach vor Erschöpfung zusammen, als er erfuhr, dass Karl VII. weitere Gebiete verloren hatte. Fünf Monate später heiratete Bedford Jacquetta von Luxemburg, die aus einer Familie stammte, der die anglo-burgundischen Truppen Philipps des Guten misstrauten, und so verloren Bedford und Philipp die Verbindung, die sie durch Anna von Burgund, die die wichtigste Vermittlerin zwischen den beiden gewesen war, zueinander hatten. In den letzten drei Jahren hatte England Mühe, sein militärisches Engagement im Krieg aufrechtzuerhalten, und Philipp fand den Krieg zu kostspielig für sich selbst.

## Nachweise und Literatur
1. ↑  John Foster Kirk Charles: History of Charles the Bold, duke of Burgundy. J.B. Lippincott & Co., 1863, S. 36.
2. ↑  James Patrick: Renaissance and Reformation. Marshall Cavendish, 2007, S. 601.
3. ↑  Robin Neillands: The Hundred Years’ War. Routledge, 1991, S. 263.
4. ↑  Kenneth O. Morgan: The Oxford Illustrated History of Britain. Oxford University Press Auflage. 2000, S. 200.
5. ↑  Charles William Chadwick Oman: The History of England, from the Accession of Richard II to the Death of Richard III (1377–1485). Longmans, Green, and Co., 1906, S. 316–317.
6. ↑  Christopher and Mare Andrews Hare: The life of Louis XI. C. Scribner, 1907, S. 15–16.
7. ↑  Frank W. Thackeray: Events that changed the world through the sixteenth century. Greenwood Publishing Group, 2001, S. 57.
8. ↑  Jean-Baptiste Lebigue: L’ordo du sacre d’Henri VI à Notre-Dame de Paris (16 décembre 1431). Brepols, 2013, S. 319–363.
9. ↑  Ronald Sutherland Gower: Joan of Arc. BiblioBazaar, LLC, 2008, S. 21.
10. ↑  Jay Williams: Joan of Arc. Sterling Publishing Company, 2007, S. 11.
11. ↑  Gerald Harriss: Shaping the Nation. Oxford University Press, 2007, S. 567.
12. ↑  John Foster Kirk Charles: History of Charles the Bold, duke of Burgundy. J.B. Lippincott & Co., 1863, S. 36.
13. ↑  Allen Andrews: Kings and Queens of England and Scotland. Marshall Cavendish Publications Ltd., London 1976, S. 82.
14. ↑  Charles Lethbridge Kingsford: Henry V, the Typical Medieval Hero. C.P. Putnam’s Sons, London, New York 1901.